# 丹·法洛斯
丹·法洛斯（英語：Dan Fallows，1973年11月13日—）是一名英国一级方程式空气动力学家。他在2022年-2024年担任阿斯顿·马丁车队的技术总监。

## 职业生涯
2002年，法洛斯开始了在F1的职业生涯。这一年，他被捷豹车队招募为高级空气动力学工程师。然而，当福特宣布退出一级方程式时，法洛斯转投意大利制造商Dallara。
2006年，法洛斯在红牛车队担任空气动力学部门的车队负责人，帮助红牛车队在2010年到2013年这四年内夺得领奖台、分站冠军和八座车手和车队世界冠军。
2014年，法洛斯晋升为空气动力学主管，随后帮助红牛车队在F1混合动力时代取得进步。.
2021年6月25日，法洛斯宣布与阿斯顿·马丁F1车队签约，合同于2022年4月2日开始。他将担任车队的技术总监。
2024年11月12日，阿斯顿·马丁车队宣布法洛斯将不再担任车队技术总监一职，但仍将在阿斯顿·马丁集团内部留任。2025年4月，有消息称丹·法洛斯即将从阿斯顿·马丁集团离职。